# Пан Корбес
«Пан Корбес» (Herr Korbes) — казка, опублікована братами Грімм у збірці «Дитячі та сімейні казки» (1812). Згідно з класифікацією казкових сюжетів Аарне-Томпсона має номер 210: «Тварини, що подорожують і лихий чоловік».  До цієї категорії належить ще одна казка братів Грімм — «Погане товариство».

## Сюжет
Курочка і півник вирушають у мандрівку. Півник майструє гарний візочок, в який запрягає чотирьох мишок. По дорозі вони зустрічають кицьку, яка питає куди вони прямують. Півник відповідає, що вони їдуть до пана Корбеса. Кицька долучається до них і сідає на задок, щоб не випасти із передка. Потім вони натрапляють на жорно, яєчко, качку, шпильку і голку і вже разом прямують до будинку пана Корбеса. 
Приїхавши, миші закочують візок до повітки, а курочка і півник вилітають на сідло. Кицька сідає під комином, а качка вмощується у зливальниці. Яєчко загортається в рушник, голка вмощується на подушку, а шпилька у сидіння стільця, а жорно лягло над дверима. 
Пан Корбес повертається додому і хоче запалити вогонь, але кицька кидає йому попелом в очі. Забігши до кухні, щоб умитись, качка бризкає йому водою в  очі, а коли хоче витерти обличчя, загорнуте в рушнику яєчко розбивається і заліплює йому очі. Захотівши відпочити, пан Корбес сідає на крісло і колеться шпилькою. Розлючений чоловік лягає на ліжко, де його колить голка. Пан Кербес вискакує на поріг, де на голову йому падає жорно. «Мабуть, дуже лихий чоловік був пан Корбес» (це завершальне речення додано у третьому редагованому виданні збірки).